# Asian 5 Nations Division 2 2013
El Asian 5 Nations Division 2 de 2013 fue la octava edición del torneo de tercera división organizado por la federación asiática (AR).
El campeonato se disputó en la ciudad de Kuala Lumpur, Malasia.

## Equipos participantes
- Selección de rugby de India
- Selección de rugby de Irán
- Selección de rugby de Malasia
- Selección de rugby de Singapur

## Desarrollo

### Semifinales
| 4 de junio | Malasia | 48 - 10 | Irán |  |  |

| 4 de junio | Singapur | 67 - 8 | India |  |  |

### Tercer puesto
| 8 de junio | Irán | 30 - 13 | India |  |  |

### Final
| 8 de junio | Malasia | 17 - 20 | Singapur |  |  |

| Bandera de Singapur               |
| Campeón de la División 2 Singapur |
| Primer título                     |